# París-Roubaix 2006
La París-Roubaix 2006 fou la 104a edició de la París-Roubaix. La cursa es disputà el 9 d'abril de 2006 i fou guanyada pel suís Fabian Cancellara, que s'imposà en solitari al velòdrom André Pétrieux de Roubaix. A Cancellara el van seguir Leif Hoste, Peter Van Petegem i Vladímir Gússev, però foren desqualificats per haver creuat un pas a nivell tancat, per la qual cosa foren Tom Boonen, vencedor el 2005, i l'italià Alessandro Ballan els que completaren el podi. El català Joan Antoni Flecha acabà en quarta posició final. Aquesta era la setena cursa de l'UCI ProTour 2006.

## Classificació final
|    | Ciclista                 | Equip                 | Temps      | UCI ProTour Punts |
| -- | ------------------------ | --------------------- | ---------- | ----------------- |
| 1  | Fabian Cancellara (SUI)  | Team CSC              | 6h 07' 54" | 50                |
| DQ | Leif Hoste (BEL)         | Discovery Channel     | + 1' 23"   |                   |
| DQ | Peter Van Petegem (BEL)  | Davitamon-Lotto       | + 1' 23"   |                   |
| DQ | Vladímir Gússev (RUS)    | Discovery Channel     | + 1' 23"   |                   |
| 2  | Tom Boonen (BEL)         | Quick Step-Innergetic | + 1' 49"   | 40                |
| 3  | Alessandro Ballan (ITA)  | Lampre-Fondital       | + 1' 49"   | 35                |
| 4  | Joan Antoni Flecha (CAT) | Rabobank ProTeam      | + 1' 49"   | 30                |
| 5  | Bernhard Eisel (AUT)     | FDJ                   | + 3' 25"   | 25                |
| 6  | Steffen Wesemann (SUI)   | T-Mobile Team         | + 5' 35"   | 20                |
| 7  | Frédéric Guesdon (FRA)   | FDJ                   | + 6' 31"   | -                 |
| 8  | Bert Roesems (BEL)       | Davitamon-Lotto       | + 6' 44"   | 10                |
| 9  | Christophe Mengin (FRA)  | FDJ                   | + 6' 44"   | 5                 |
| 10 | Staf Scheirlinckx (BEL)  | Cofidis               | + 6' 45"   | 1                 |